# サアデディン・オスマニ
サアデディン・オスマニ（アラビア語: سعد الدين العثماني, Saadeddine Othmani、1956年1月16日 - ）は、モロッコの政治家。外務相、第16代首相を務めた。

## 経歴
アガディール郊外のスース＝マサ地方イネズガネに生まれる。カサブランカのハッサン2世大学から1986年に薬学修士の、1994年に精神医学の学位を取得した。また、イスラーム研究で修士号も取得している。
複数の雑誌や出版物で編集長を務め、精神医学やイスラーム法に関する多数の書籍を著した。2004年に公正発展党の党首アブデルクリーム・ハーティブが政界引退すると、その後任に抜てきされた。地元イネズガネから、国会議員にも選出された。
2012年1月から2013年10月まで、公正発展党主導の内閣で外相を務めた。外相退任後は同党の国会議員団長となった。
2017年3月17日、国王ムハンマド6世から首相に任命された。新内閣は公正発展党など6政党からなる連立内閣となり、4月5日に発足した。外交政策では、親フランス派とみられている。
2021年9月8日に実施された総選挙では、公正発展党は113議席を失う惨敗を喫し第8党に転落。結果を受けてオスマニは退陣を表明した。第1党となった国家独立連合の党首アジズ・アハヌッシュを首班とする新政権が10月7日に発足し首相を退任。

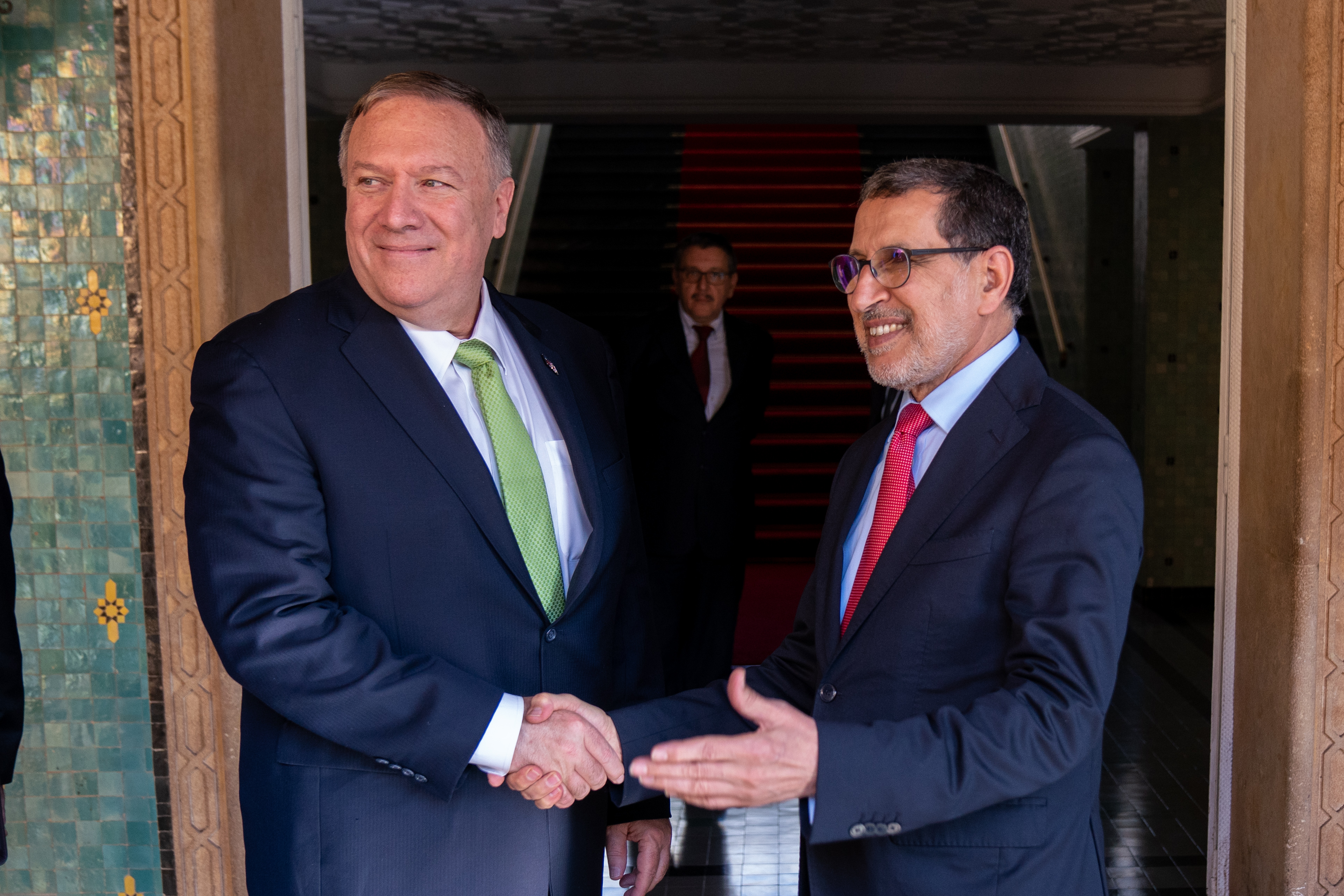
マイケル・ポンペオ国務長官は2019年12月5日、モロッコのラバトでモロッコ政府首相サアディン・エル・オスマニと会談